# Emily Bowes
Pour les articles homonymes, voir Bowes.
Emily Bowes Gosse (10 novembre 1806 – 10 février 1857,) est une artiste peintre, illustratrice britannique qui écrivit également des poèmes et des tracts évangéliques. Son œuvre littéraire la plus connue est Abraham And His Children parue en 1855 à Londres. Elle est la femme du naturaliste Philip Henry Gosse et la mère du poète Edmund Gosse. Comme illustratrice, elle réalisa, entre autres, les planches du livre de son mari, The Aquarium: an unveiling of the wonders of the deep sea.

## Œuvres
- Abraham and his children, or, Parental duties illustrated by scriptural examples, London : Nisbett, 1855. (OCLC 49191551)
- Narrative tracts, London, 1865. (OCLC 55773954)
- The pilgrim to St. Patrick's well, New York, American Tract Society. (OCLC 18632511)